# Ґут-Кульчицький Роман Осипович
Рома́н О́сипович Ґу́т-Кульчи́цький (нар. 11 листопада 1907, Тисмениця, в інших джерелах Кульчиці — квітень 1945, Чехословаччина) — український письменник та пластун.

## Життєпис
Матір звали Вандою. Пластун 20 куреня ім. Гетьмана Пилипа Орлика в Рогатині, у 1924—1927 — кошовий Рогатинського пласту.
Навчання проходив у Станиславівській та Рогатинській гімназіях, у Львівському університеті, магістр права. Працював вчителем на Львівщині.
За просвітницькі погляди та дії ув'язнений в польському концтаборі у Березі Картузькій з грудня 1934 по жовтень 1935. Подання на його арешт як виконувача однієї з керівних функцій у відділі пропаганди і ідеології Крайової екзекутиви ОУН вніс львівський воєвода Владислав Беліна-Пражмовський. 1938 року відбував 2-тижневе ув'язнення
Загинув в часі Другої світової війни.
Серед виданих збірок — «В огнях і крові», 1930, перевидано 1996.